# Mac OS X v10.6

Operativsystemets uppbyggnad. Istället för QuickTime enligt skissen har dock Mac OS X 10.6 det nya ramverket QuickTime X.

Mac OS X 10.6 "Snow Leopard" är ett Unix-operativsystem av Apple som lanserades 28 augusti 2009. Apples VD Steve Jobs talade om Snow Leopard under WWDC den 9 juni 2008, och tillkännagav i sitt anförande att man förväntades släppa operativsystemet om ungefär ett år. Vid WWDC den 8 juni 2009 meddelade Apple att säljstarten skulle bli i september 2009 men det började alltså säljas ett par dagar innan starten av september månad.
Fokus i utvecklingsarbetet med det nya systemet ligger inte på att tillföra särskilt många nya funktioner, utan man har istället lagt sin energi på att förbättra prestandan, ökat stödet för flerkärniga processorer, skriva om större delen av systemet i 64-bitars kod, och förändrat minneshanteringen med hjälp av en vidareutveckling av systemets operativsystemkärna ("kernel"). Ytterligare en nyhet är att Snow Leopard till skillnad från tidigare versioner av Mac OS inte längre har stöd för PowerPC-processorarkitekturen, på vilken Apple byggt sina Macintosh-datorer sedan år 1994, innan de under 2006 påbörjade en övergång till Intel-processorer (Intel Core, Intel Core 2 och Xeon).

## Förändringar och förbättringar
- Stöd för att ansluta till Microsoft Exchange Server i Adressboken, Mail och iCal.[5]
- Stöd för att, i varje fall teoretiskt, kunna utnyttja upp till och med 16 TB RAM-minne.[5] Detta stöd nås genom en vidareutveckling av 64-bitars kernelteknologier.[6]
- Grand Central Dispatch – en parallell programmeringsteknologi som utvecklats av Apple för att få Mac OS X att bättre utnyttja flerkärniga processorer.[5][7]
- QuickTime X – en ny 64-bitarsversion av QuickTime som har optimerat stöd för flera moderna kodekar.[5]
- OpenCL (Open Computing Language) – möjliggör för utvecklare att kunna skapa program som använder grafikprocessorn för beräkningar som inte har med grafik att göra, för att på så sätt avlasta centralprocessorn och få ut mer kraft ur maskinen.[5]
- Förbättrad prestanda i webbläsaren Safari, främst genom att använda SquirrelFish för att snabba upp avkodningen av JavaScript.[5]

## Systemkrav
Enligt Apple:
- Intel-processor (svagaste Intel-processorn i en Macintosh är Intel Core Solo, som dock inte längre levereras av Apple)
- 1 GB RAM
- DVD-enhet (för installation; ej nödvändig för datormodellen MacBook Air lanserad 20 oktober 2010 eller senare, till vilken operativsystemet levereras på ett USB-minne)[9]